# Tavastia yggdrasilia
Tavastia yggdrasilia är en tvåvingeart som beskrevs av Brodin, Lundström och Paasivirta 2008. Tavastia yggdrasilia ingår i släktet Tavastia, och familjen fjädermyggor. Arten är reproducerande i Sverige.